# 天山 (松山市)

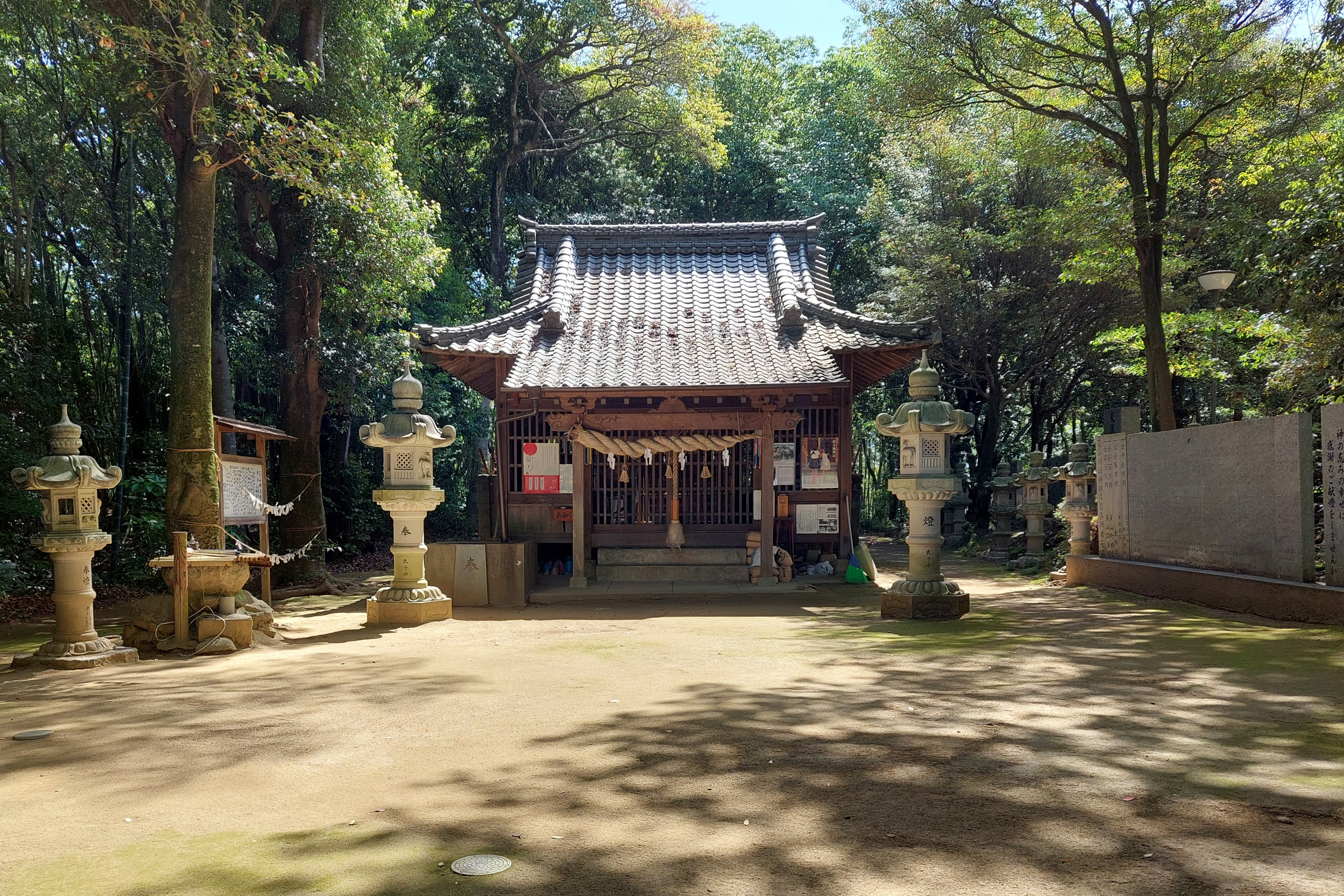
天山神社

天山（あまやま）は愛媛県松山市の地名。郵便番号は790-0951。現行行政地名は、住居表示実施済みの天山一丁目から天山三丁目までと、住居表示未実施の天山町（あまやままち）がある。

## 地理
松山市南東部に位置し、中村、福音寺町、西石井、東石井、朝生田町と接している。

### 天山町
旧天山町のうち住居表示の対象とならなかった区域で、天山一丁目・天山二丁目・福音寺町が接する場所、道路脇のタイル舗装された敷地が天山町の全域である。よって、天山町の人口は0人である。
現在の天山町の敷地は道路から福音寺町に食い込んだ形になっている。住居表示制度では町の境界線を道路・河川などの恒久的な施設に沿って置く規定となっており、天山町と福音寺町の境界に「恒久的な施設」がなかったため天山一丁目・天山二丁目のいずれにも属することができず、住居表示未実施のまま据え置かれた。

## 歴史
- 2002年4月1日 - 住居表示実施により、天山町の大部分から天山一丁目から三丁目を新設。

## 世帯数と人口
2019年（平成31年）4月1日現在の世帯数と人口は以下の通りである。
| 丁目       | 世帯数  | 人口    |
| ---------- | ------- | ------- |
| 天山一丁目 | 409世帯 | 674人   |
| 天山二丁目 | 129世帯 | 423人   |
| 天山三丁目 | 447世帯 | 828人   |
| 天山町     | 0世帯   | 0人     |
| 計         | 985世帯 | 1,925人 |

## 交通

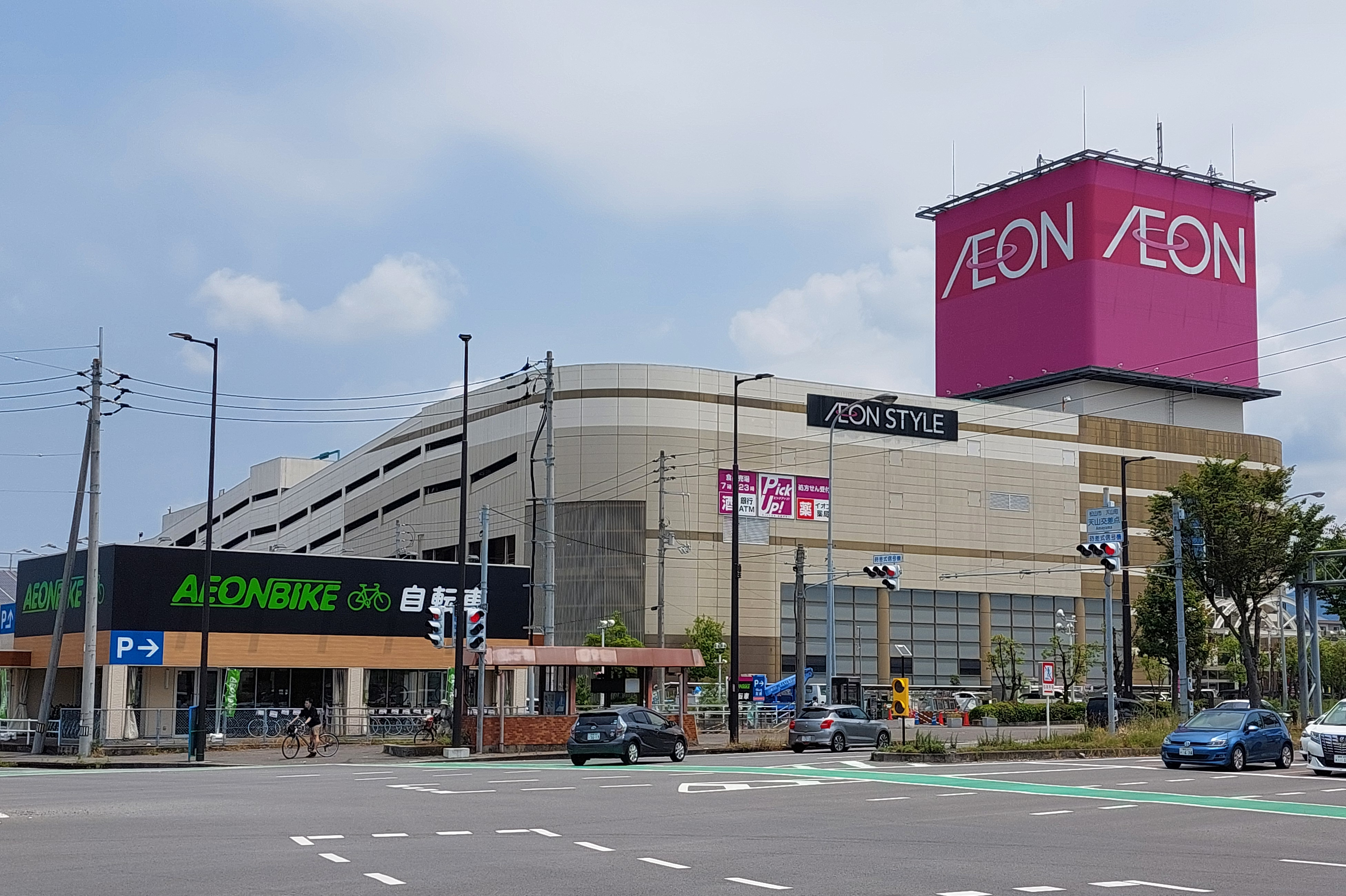
イオンスタイル松山

町域の北西部を松山環状線が走っており、天山交差点から国道33号線が分岐して天山一・二丁目と天山三丁目の間を貫く。

## 施設
- 商業施設　イオンスタイル松山
- 神社　天山神社
- 病院　天山病院